# Anadolubank
Anadolubank is een Turkse bank, een dochteronderneming van Habaş Industrial and Medical Gases Production Industries Inc. De bank heeft een dochterbank in Nederland.

## Anadolubank Nederland N.V.
Anadolubank Nederland N.V. is een Nederlandse bank die een dochteronderneming is van de Turkse bank. Het hoofdkantoor is gevestigd in Amsterdam. De bank heeft een eigen Nederlandse bankvergunning en valt onder het Nederlandse depositogarantiestelsel.